# Дубенский (посёлок)
Дубенский — посёлок в Беляевском районе Оренбургской области России. Центр сельского поселения Дубенский поссовет.

## География
Посёлок расположен в 12 км от железнодорожной станции Кандуровка Южно-Уральской железной дороги.

## История
В 1944 году Дубенский получил статус посёлка городского типа. С 2001 года — сельский населённый пункт. Топоним можно было бы возводить к наименованию речки или урочища Дубенка (от слова дуб), однако мест с такими названиями здесь нет, не позволяет принять такую версию и характер растительности - это дерево здесь не встречается.

## Население
| 1959 | 1970  | 1979 | 1989 | 2010 | 2012 | 2013 |
| ---- | ----- | ---- | ---- | ---- | ---- | ---- |
| 1530 | ↘1043 | ↘772 | ↘576 | ↘430 | ↘421 | ↘403 |
| 2014 | 2015  | 2016 | 2017 | 2018 | 2019 | 2020 |
| ↘390 | ↘389  | ↘381 | ↗388 | ↘380 | ↘369 | ↘342 |
| 2021 |       |      |      |      |      |      |
| ↗343 |       |      |      |      |      |      |